# Marea brava
Marea brava (trad.: Maré Brava) é uma telenovela mexicana exibida pela Azteca e produzida por Juan David Burns em 1999. 
Foi protagonizada por Anette Michel e Héctor Soberón com antagonização de Tomás Goros.

## Sinopse
O que acontece quando o mais sem escrúpulos dos seres humanos se junta em um só lugar, um menino aventureiro que ama o mergulho e a liberdade e uma jovem que só sonha em ser feliz?
O que acontece quando um grupo de jovens é contratado para trabalhar no resort mais luxuoso do México, e todos eles estão dispostos a começar uma nova vida?
O que acontece quando pouco a pouco um passado terrível que os condena a todos começa a estar presente e muda a vida daqueles que só querem esquecer essa terrível festa de aniversário?
Marea Brava é uma história cheia de amor, diversão e suspense. Uma história que tem como cenário as praias mais bonitas do México, o clima mais caloroso, o céu mais transparente e que tem um punhado de personagens inesperados, amigáveis, perigosos e românticos.
Assim, vamos conhecer Alejandra e Daniel, dois jovens capazes de lutar contra todos os problemas que lhes são apresentados. Todos, exceto aqueles que têm que ver com seus corações.
Vamos descobrir Ivan, que tem tanto maldade em sua alma como bom gosto para mulheres e roupas. Ou vamos dar uma olhada na vida de Soledad, uma mulher bonita que mal consegue lidar com o peso de um segredo que a mortifica.
E se é sobre alegria e humor, ouviremos o riso de Zoila - o cabeleireiro pavoroso e entusiasmado que deseja ter seu próprio SPA - por Romulo e Remo - um par de irmãos de grande qualidade humana e baixo QI - de Gilda Soto - que ele ganhou quatro milhões de dólares e poderia cumprir sua ilusão de sempre: ter um dente de ouro - de Rita - que sonha em se tornar uma estrela de celebridades mesmo que ele tenha que usar a peruca de sua avó morta.
E ao lado deles um batalhão de homens e mulheres que só procuram uma oportunidade para provar a si mesmos que são capazes de fazer as coisas bem. Marea Brava, uma história em que o Sol, a pele e o amor são protagonistas.
Uma história que vai cortar o nosso riso e que no próximo minuto nos fará tremer com suspense. Uma história que nos fará suspirar de paixão e manter-nos à beira do assento. Uma história em que o mar banha o paraíso e o paraíso se torna o cenário perfeito para um amor original.

## Elenco
- Anette Michel - Alejandra
- Héctor Soberón - Daniel
- Tomás Goros - Iván
- Angélica Aragón - Isabel
- Marcela Pezet - Sofía
- Guillermo Murray - Don Rafael
- Darío T. Pie - Rodrigo
- Gloria Peralta - Soledad
- Pilar Boliver - Zoila
- Margarita Isabel - Lupe
- Gina Moret - Laura
- Miguel Couturier - Gregorio
- Enoc Leaño - Gonzalo
- Cristina Michaus - Gilda Soto
- Enrique Muñoz - Alfredo
- Víctor González - Paulo
- Vanessa Acosta - Rita
- Martha Acuña - Roxana
- Álvaro Carcaño Jr - Remo
- Julio Casado - Charly
- Elena Felgueres - Susana
- Iliana Fox - Marta
- Daniela Garmendia - Trinidad
- Kristian Natalicchio - Vicente
- Luis Enrique Navarro - Rómulo
- Karla Rico - Valeria
- Rocío Verdejo - Jaquie
- David Zepeda - Marcos
- Roberto Mateos - Marcelo